# Sunway TaihuLight
O Sunway TaihuLight (chinês: 神威·太湖之光) é um supercomputador da China que desde junho de 2016, classifica-se como o supercomputador mais rápido no mundo, com uma classificação de benchmark LINPACK de 93 petaflops. Este número é quase três vezes mais rápido que o anterior detentor do recorde, o Tianhe-2, que corria a 34 petaflops.
Ele está localizado no Centro Nacional Chinês de Supercomputação, na cidade de Wuxi, província de Jiangsu, China.
O sistema tem um sistema operacional próprio, o Raise OS, que é baseado no Linux.

## Summit
Em 15 de junho de 2018, o computador Summit, mais potente que o Sunway TaihuLight, entrou em operação no Laboratório Nacional de Oak Ridge, no Tenesse. O Summit foi criado pela IBM e Nvidia e é composto por fileiras de servidores do tamanho de geladeiras que, juntos, pesam 340 toneladas, ocupam uma área de 520 m² e consome 4 mil galões de água.
O Summit vai permitir simular cenários de explosões de estrelas mil vezes maiores que as que vinham sido recriadas até agora. Também vai poder rastrear 12 vezes mais elementos que os atuais projetos.
Também será usado para entender como as partículas subatômicas se comportam é um conhecimento tido como chave no desenvolvimento de novos materiais para produzir, armazenar e transformar energia.
O Summit ajudará a cruzar essas informações com relatórios e imagens de diagnósticos para tratamento contra o cancer.
Por fim, o Summit usará inteligência artificial para analisar dados com informação genética e biomédica. A ideia é que, por meio dos cálculos feitos pelo supercomputador, pesquisadores consigam identificar padrões de comportamento das células humanas.